# Исергаповское сельское поселение
Исергаповское се́льское поселе́ние — муниципальное образование в Бавлинском районе Татарстана Российской Федерации.
Административный центр — село Исергапово.

## История
Статус и границы сельского поселения установлены Законом Республики Татарстан от 31 января 2005 года № 16-ЗРТ «Об установлении границ территорий и статусе муниципального образования "Бавлинский муниципальный район" и муниципальных образований в его составе».

## Население
| 2002  | 2010  | 2011  | 2012  | 2013  | 2014  | 2015  |
| ----- | ----- | ----- | ----- | ----- | ----- | ----- |
| 1038  | ↗1048 | ↘1045 | ↘1041 | ↗1051 | ↘1040 | ↗1043 |
| 2016  | 2017  | 2018  |       |       |       |       |
| ↘1038 | ↘1011 | ↘998  |       |       |       |       |

## Состав сельского поселения
| № | Населённый пункт | Тип населённого пункта       | Население |
| - | ---------------- | ---------------------------- | --------- |
| 1 | Исергапово       | село, административный центр |           |
| 2 | Новые Бавлы      | деревня                      |           |